# Куксіна Наталія Віталіївна
Наталія Віталіївна Куксіна (рос. Наталья Витальевна Куксина; нар. 27 червня 1984, Чита, Забайкальський край, РРФСР) — російська борчиня вільного стилю, бронзова призерка чемпіонату світу, срібна призерка чемпіонату Європи. П'ятиразова чемпіонка Росії. Майстер спорту міжнародного класу.

## Біографія
Почала займатися вільною боротьбою в 2000 році в місті Кемерово під керівництвом тренера-викладача Хассейдянова Абдулли Фейзрахмановича. З 2001 року займається під керівництвом двох тренерів: Хассейдянова Абдулли Фейзрахмановича і Секлецова Володимира Миколайовича. Виступала за «Динамо» (Кемерово). Чемпіонка Росії (2007, 2008, 2011—2013 — до 67 кг). Бронзова призерка чемпіонатів Росії (2010 — до 72 кг; 2015 — до 69 кг).
У збірній команді Росії з 2004 до 2013 року.
Випускниця Сибірського державного університету фізичної культури і спорту м. Кемерово.

## Виступи на Чемпіонатах світу
| Змагання                        | Збірна | Вагова категорія          | Місце  |
| ------------------------------- | ------ | ------------------------- | ------ |
| Чемпіонат світу з боротьби 2007 | Росія  | жіноча боротьба, до 67 кг | Бронза |
| Чемпіонат світу з боротьби 2011 | Росія  | жіноча боротьба, до 67 кг | 10     |
| Чемпіонат світу з боротьби 2013 | Росія  | жіноча боротьба, до 67 кг | 12     |

## Виступи на Чемпіонатах Європи
| Змагання                         | Збірна | Вагова категорія          | Місце  |
| -------------------------------- | ------ | ------------------------- | ------ |
| Чемпіонат Європи з боротьби 2008 | Росія  | жіноча боротьба, до 67 кг | Срібло |

## Виступи на Чемпіонатах світу серед студентів
| Змагання                                        | Збірна | Вагова категорія          | Місце  |
| ----------------------------------------------- | ------ | ------------------------- | ------ |
| Чемпіонат світу з боротьби серед студентів 2008 | Росія  | жіноча боротьба, до 67 кг | Срібло |
| Чемпіонат світу з боротьби серед студентів 2010 | Росія  | жіноча боротьба, до 72 кг | 7      |

## Виступи на інших змаганнях
| Змагання                                               | Збірна | Вагова категорія          | Місце  |
| ------------------------------------------------------ | ------ | ------------------------- | ------ |
| Гран-прі Німеччини з боротьби 2004                     | Росія  | жіноча боротьба, до 67 кг | 5      |
| Klippan Lady Open 2006                                 | Росія  | жіноча боротьба, до 67 кг | Срібло |
| Золотий Гран-прі з боротьби 2006                       | Росія  | жіноча боротьба, до 67 кг | Срібло |
| Гран-прі Німеччини з боротьби 2007                     | Росія  | жіноча боротьба, до 67 кг | Золото |
| Klippan Lady Open 2008                                 | Росія  | жіноча боротьба, до 67 кг | Золото |
| Відкритий чемпіонат Польщі з вільної боротьби 2011     | Росія  | жіноча боротьба, до 67 кг | Золото |
| Золотий Гран-прі з боротьби 2012 (Красноярськ)         | Росія  | жіноча боротьба, до 67 кг | Бронза |
| Відкритий чемпіонат Польщі з вільної боротьби 2012     | Росія  | жіноча боротьба, до 67 кг | Золото |
| Кубок Президента Бурятської Республіки з боротьби 2013 | Росія  | жіноча боротьба, до 63 кг | Золото |